# Monarda bradburiana
Monarda bradburiana är en kransblommig växtart som beskrevs av Lewis Caleb Beck. Monarda bradburiana ingår i släktet temyntor, och familjen kransblommiga växter. Inga underarter finns listade i Catalogue of Life.

## Bildgalleri

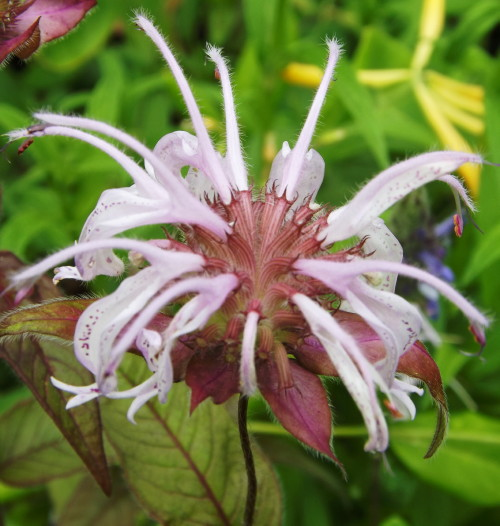